# Чо Сок Хван
Чо Сок Хван (кор. 조석환; нар. 15 жовтня 1979) — південнокорейський боксер, призер Олімпійських ігор, чемпіонатів світу і Азії.

## Спортивна кар'єра
Чо Сок Хван брав участь в Олімпійських іграх 2000, але програв в першому бою Алішеру Рахімову (Узбекистан).
На чемпіонаті світу 2001 програв у першому бою.
На Азійських іграх 2002 програв у чвертьфіналі Галібу Жафарову (Казахстан).
2003 року на чемпіонаті світу а Бангкокі переміг у чвертьфіналі росіянина Олексія Тищенко — 40-18, але програв в півфіналі Галібу Жафарову — 17-32 і отримав бронзову нагороду.
На початку 2004 року на чемпіонаті Азії Чо в фіналі знов програв Галібу Жафарову, завоювавши срібну медаль.
На Олімпійських іграх 2004 Чо програв у півфіналі і отримав бронзову олімпійську нагороду.
- В 1/16 фіналу переміг Седара Таскі (Туреччина) — 37-28
- В 1/8 фіналу переміг Бенуа Гадет (Канада) — 28-16
- У чвертьфіналі переміг Віорела Сіміон (Румунія) — 39-35
- У півфіналі програв Олексію Тищенко (Росія) — 25-45

На Азійських іграх 2006 програв у першому бою.